# 格蘭維爾鎮區 (明尼蘇達州基特遜縣)
格蘭維爾鎮區（英語：Granville Township）是位於美國明尼蘇達州基特遜縣的一個行政鎮區，於1885年設立。

## 地方資料
格蘭維爾鎮區的面積為89.38平方千米，當中陸地面積為89.22平方千米，而水域面積為0.15平方千米。根據2020年美國人口普查的數據，當地共有人口65人，而人口密度為每平方千米0.73人。